# Temple de Nageshwar
Le temple de Nageshwar est un temple hindou dédié au dieu hindou Shiva situé à 16 km de Dwarka dans le Gujarat en Inde. C'est l'un des temples légendaires mentionnés dans le Shiva Purana et l'un des douze jyotirlingas.

## Légende
Selon le Shiva Purana, Brahmā (le Créateur) et Vishnou (le Préservateur) furent autrefois en désaccord sur la question de savoir lequel d'entre eux était suprême. Pour les tester, Shiva a percé les trois mondes sous la forme d'un pilier de lumière incommensurable, le jyotirlinga. Vishnu et Brahmā se séparèrent pour déterminer l'étendue de chaque extrémité du pilier. Brahmā, qui s'était dirigé vers le haut, mentit en disant qu'il avait découvert l'extrémité supérieure du pilier, mais Vishnou, qui s'était dirigé vers la base du pilier, admit qu'il ne l'avait pas fait. Shiva apparut alors sous la forme d'un second jyotirlinga et maudit Brahmā, lui disant qu'il n'aurait aucune place dans les cérémonies. Le jyotirlinga est la réalité suprême et indivisible d'où Shiva apparaît. Les sanctuaires de Jyothirlinga commémorent cette époque où Shiva est apparu. On pense qu'il y avait à l'origine soixante-quatre jyotirlingas. Douze sont considérés comme particulièrement propices et sacrés aujourd'hui.
Selon le Shiva Purana, Nageshvara Jyotirlinga est situé dans la forêt de Darukavana dans le Gujarat. « Darukavana » est mentionné dans plusieurs épopées indiennes, comme par exemple Kamyakavana, Dvaitavana, et Dandakavana.
Un récit dans le Shiva Purana sur le Nageshvara Jyotirlinga raconte l'histoire d'un démon nommé Daruk. Le démon avait une femme, une démone nommée Daruka qui vénère Parvati. Grâce à sa pénitence et à sa dévotion, Parvati lui permet de maîtriser la forêt où elle accomplit ses dévotions et renomme la forêt « Darukavana » en son honneur. Partout où Daruka va, la forêt la suit, et Daruka en devient arrogante et téméraire. Afin de sauver les démons de Darukavana du châtiment des dieux, notamment Indra, Daruka invoque le pouvoir que Parvati lui a donné pour déplacer ensuite toute la forêt dans la mer d'où ils continuent leur campagne contre les ermites, kidnappant des gens et les gardant confinés dans leur nouveau repaire sous la mer. C'est ainsi qu'un grand dévot de Shiva, Supriya, se retrouve là-bas.
L’arrivée de Supriya provoque une révolte. Il installe un lingam et fait réciter aux prisonniers le mantra Om Namah Shivaya en l'honneur de Shiva pendant qu'il prie auprès du lingam. La réponse des démons au chant est de tenter de tuer Supriya, mais ils sont contrecarrés lorsque Shiva apparaît et lui remet une arme divine qui lui sauve la vie. Daruk et les démons sont alors tués et Parvati sauve les démons restants dont Daruka. Le lingam que Supriya a érigé est appelé Nagesha ; c'est le dixième lingam. Shiva a de nouveau pris la forme d'un Jyotirlinga portant le nom de Nageshvar, tandis que la déesse Parvati est connue sous le nom de Nageshvari.

## Controverses sur l'emplacement
L'emplacement réel de la forêt légendaire de Darukavana fait encore l'objet de débats. Le Shiva Mahapurana indique que l'emplacement se trouve sur la mer occidentale (Arabie). Dans le Kotirudra Samhita, chapitre 29, il se situe dans une forêt près de la mer occidentale qui s'étend sur 16 yojanas, d'où l'emplacement actuel près de Dwarka.
D'autres interprétations s'appuient sur l'ancien traité Prasadmandanam, « sur le côté nord de l'Himalaya se trouve une forêt de déodar et un lieu saint où Shiva est vénéré ». Le nom Darukavana, nommé d'après la reine Daruka, peut être dérivé de daruvana (forêt de déodars), le déodar(daru vriksha) se trouvant en abondance uniquement dans l'ouest de l'Himalaya, et non dans la péninsule indienne. C'est pour cette raison que le temple Jageshwar d'Almora, dans l'Uttarakhand, est communément identifié comme étant le Nageshvara Jyotirlinga.
Alternativement, le nom écrit de Darukavana pourrait être mal interprété comme « Dwarakavana », ce qui indiquerait le temple de Nageswar à Dwarka. Cependant, aucune forêt de cette partie de Dwarka n'est mentionnée dans les épopées indiennes. Les récits de Krishna mentionnent le Somnath et le Prabhasa tirtha adjacent, mais pas Nageshwar ou Darukavana à Dwarka.
La forêt de Darukavana pourrait exister à côté des monts Vindhya. Elle se situerait alors au sud-sud-ouest des Vindhyas et s'étend jusqu'à la mer à l'ouest. Dans le Dvadasha Jyotirlinga Stotra (6), Shankaracharya fait l'éloge de ce jyotirlinga en le désignant sous le terme de Naganath : « Yamye sadange nagaretiramye vibhushitangam Vivihaishcha bhogai Sadbhaktimuktipradamishamekam shrinaganatham sharanam prapadye ». Cela pourrait signifier qu'il est situé au sud (yamye) dans la ville de 'Sadanga', qui était l'ancien nom d'Aundha Nagnath dans le Maharashtra.